# Otto Behaghel

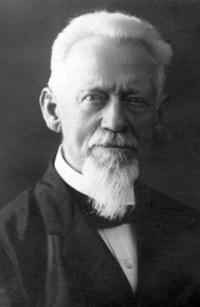
Otto Behaghel

Wilhelm Maximilian Otto Behaghel (* 3. Mai 1854 in Karlsruhe; † 9. Oktober 1936 in München) war ein deutscher Germanist und Professor an den Universitäten Heidelberg, Basel und Gießen.

## Leben
Otto Behaghel war der Sohn des Oberkirchenrats Felix Behaghel (1822–1888) und seiner Frau Pauline, geborene Wielandt (1827–1901).
Er besuchte die Vorschule sowie das Gymnasium in Karlsruhe und absolvierte 1872/73 seinen Militärdienst in einem badischen Regiment, wo er als Leutnant der Reserve entlassen wurde. Anschließend studierte er von 1873 bis 1876 an den Universitäten Heidelberg, Göttingen und Paris, wobei besonders Karl Bartsch einen wesentlichen Einfluss auf den jungen Studenten ausübte.
Am 22. April 1876 promovierte er in Heidelberg mit dem Thema Die Modi im Heliand, ein Versuch auf dem Gebiete der Syntax zum Doktor der Philosophie. 1877 absolvierte er sein philosophisches Staatsexamen und 1878 habilitierte er sich als Privatdozent für germanische und romanische Philologie mit dem Thema Die Zeitfolge der abhängigen Rede im Deutschen in Heidelberg. Hier gründete er mit Fritz Neumann 1880 das Literaturblatt für Germanische und Romanische Philologie, und 1882 wurde er an der Universität Heidelberg außerordentlicher Professor.
Am 9. Juni 1883 wurde er ordentlicher Professor der deutschen Philologie an der Universität Basel und am 30. Juni 1888 Professor für Germanistik an der Universität Gießen. Dort beteiligte er sich auch an organisatorischen Aufgaben und war 1895, 1905 sowie 1907 Rektor der Alma Mater.
Behaghel leistete theoretische Beiträge zur deutschen und mittelhochdeutschen Sprache. Er formulierte die Behaghelschen Gesetze. Besonders auf das Gesetz der wachsenden Glieder wird in der aktuellen Thema-Rhema-Gliederungs-Forschung und in der Quantitativen Linguistik noch häufig Bezug genommen.
1896 war Behaghel Mitglied der Ersten Kammer der Landstände des Großherzogtums Hessen. 

## Familie
Am 2. August 1887 heiratete Otto Behaghel Klara Elisabeth Maria Dorothea Zöller (1866–1924), eine Tochter des Chemikers Philipp Zöller. Aus der Ehe sind die Tochter Elisabeth (* 5. Februar 1890 in Gießen; † 1967) und der Sohn Otto bekannt, der außerordentlicher Professor der Chemie an der Universität Gießen war.

## Auszeichnungen und Ehrungen
- Ehrenmitglied der Philologisch-Historischen Verbindung Gießen im Naumburger Kartellverband.[1]
- 1897: Geheimer Hofrat
- 1907: Kommandeurkreuz II. Klasse des Ordens vom Zähringer Löwen
- 1907: Kommandeurkreuz II. Klasse des Ludewigs-Orden[2]
- 1918: Wirklicher Geheimrat und Ehrendoktor der juristischen Fakultät Gießen
- seit 1912 korrespondierendes Mitglied der Bayerischen Akademie der Wissenschaften.[3]
- seit 1928 korrespondierendes Mitglied der Göttinger Akademie der Wissenschaften gewählt.[4]
- 1932: Ehrenplakette der Stadt Gießen
- 1934: Goethe-Medaille für Kunst und Wissenschaft
- 1934: Goldener Ring des Allgemeinen Deutschen Sprachvereins
- 1974: Neubenennung des Abzweigs von der Rathenaustraße in das Philosophikum I (Campus der Geisteswissenschaften) der Justus-Liebig-Universität Gießen in Otto-Behaghel-Straße

## Schriften (Auswahl)
- Eneit. 1882
- Hebels Werke, Briefe v. Johann Peter Hebel. 1883
- Die deutsche Sprache. 1886 (1. Auflage), 1904 (3. Aufl.), 1907 (4. Aufl.), 1954 (11. Aufl.)
- Schriftsprache und Mundart. 1896
- Die Zeitfolge der abhängigen Rede. 1878
- Geschichte der deutschen Sprache. 1891; 5. Auflage: Berlin 1928.
- Syntax des Heliand. 1897
- Gebrauch der Zeitform im konjunktiven Nebensatz der Deutschen. 1898
- Der Heliand und die angelsächsische Genisis. 1902, 1908 (2. Aufl.)
- Bewusstes und Unbewusstes im dichterischen Schaffen. Akademische Rede, Gießen 1906
- Deutsche Syntax. 4 Bände. Heidelberg 1923–1928.
- Zum Gebrauch von „und“. In: Zeitschrift für deutsche Wortforschung. 6 (1904/05), S. 366–368.